# Both Antal Teológiai és Kulturális Alapítvány
A Both Antal Teológiai és Kulturális Alapítvány 2016-ban jött létre Both Antal emlékének és szellemi hagyatékának ápolására, ökumenikus együttműködések támogatására a teológia és a kultúra területén.

## Története
Both Antal leánya, Marianna, aki férjével, Bodnár Istvánnal 1945-ben az USA-ba települt, „Marianne Bodnar 2000 Living Trust” néven létrehozott egy alapítványt édesapja emlékének és munkásságának az ápolására. 

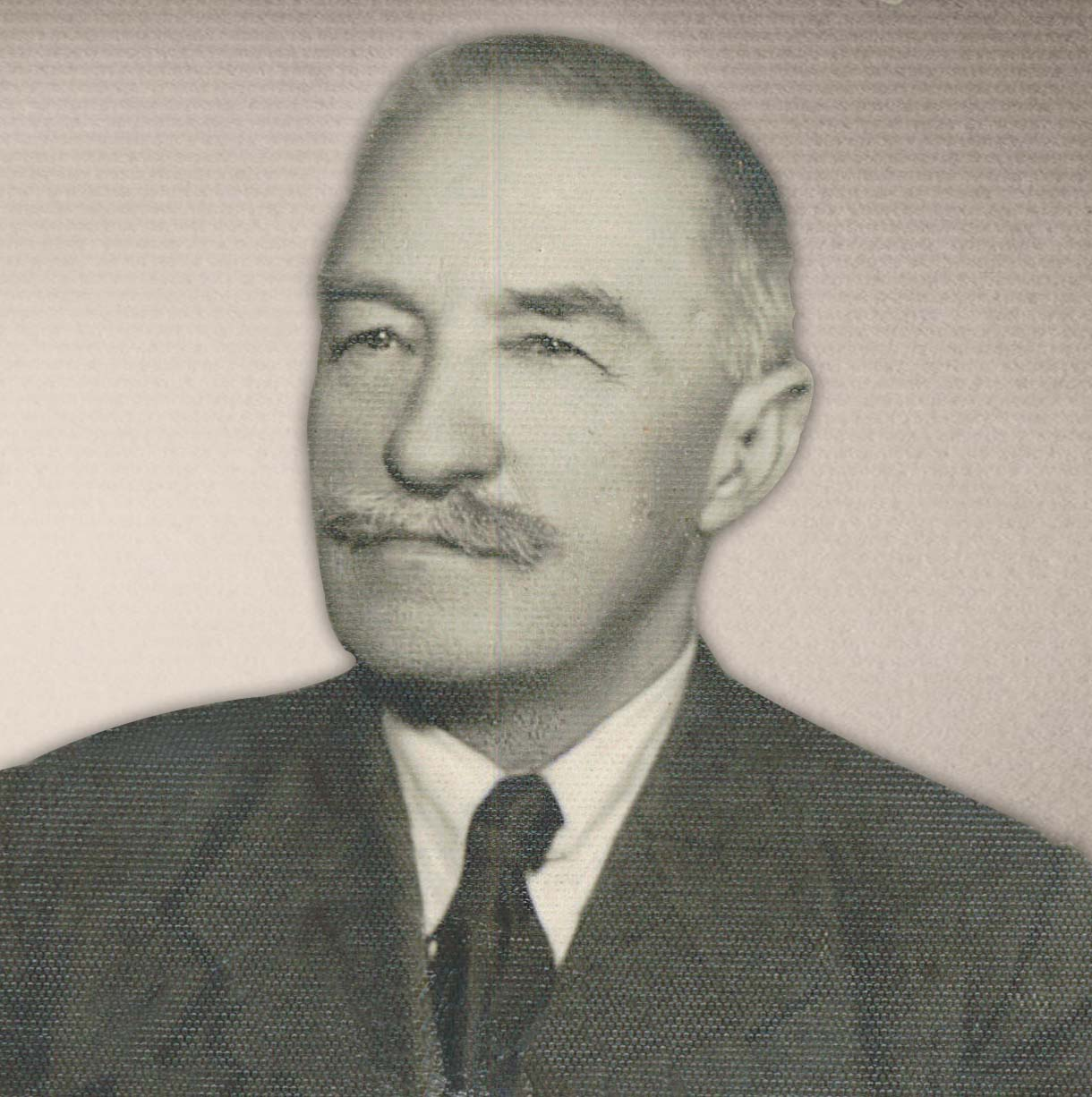
BothAntal

 Halálát követően az alapítvány kezelői, akik egy másik alapítvány kapcsán már korábban kapcsolatba kerültek a Debreceni Református Kollégiummal, úgy ítélték meg, hogy Bodnar Marianne szándékait leginkább a Debreceni Református Kollégium és a tagozataként működő Debreceni Református Hittudományi Egyetem képes megvalósítani, s ezért a „Living Trust” jogutódjaként egy új, magyarországi alapítvány létrehozását kezdeményezték a Tiszántúli Református Egyházkerületnél.  Az egyházkerület és a Kollégium igazgatótanácsa az alapítvány befogadása mellett döntött, és 2016-ban azt Both Antal Teológiai és Kulturális Alapítvány címen jegyeztette be.

## Céljai
Az alapítvány elsődleges célja Both Antal emlékének és szellemi hagyatékának ápolása, mindezeken túl pedig olyan teológiai, valamint egyéb tudományos és kulturális tevékenységek támogatása, amelyek az ökumenikus, mindenek előtt a római katolikus és a református egyház közötti közeledést, egymás jobb és mélyebb megismerését szolgálják, illetve a közös szolgálat és bizonyságtétel lehetőségét teremtik meg. A kuratórium ennek megfelelően ír ki pályázatokat felekezettudományi vonatkozású kutatási projektek, ökumenikus vonatkozású kulturális rendezvények, iskolai programok, könyvkiadások támogatására. Az alapítvány a saját alapítású „Pro Unitate in Christo” díjjal ismeri el az ökumenikus közeledést kiemelten előmozdító személyek munkásságát, felekezettudományi kiadványokat és kutatásokat támogat. Az alapítvány honlapján Both Antal hagyatékának számos dokumentuma fellelhető, illetve az alapítvány tevékenységéről szóló híradások, pályázati kiírások és egyéb információk olvashatók.

## Pro Unitate in Christo díj
- Az alapítvány első díjazottja Dr. Kránitz Mihály katolikus teológus, a Magyar Katolikus Püspöki Kar Ökumenikus Teológiai Bizottságának tagja, az „Ut Unum Sint” Ökumenikus Intézet elnöke. A díjat a II. Debreceni Ökumenikus Napok keretében, 2019. november 14-én vette át.
- 2020-ban az alapítvány Dr. Bóna Zoltán, református lelkésznek ítélte a díjat, aki a MEÖT korábbi főtitkára volt, lelkészi szolgálata mellett a Theologiai Szemle főszerkesztője. A díjat 2021. január 24-én, az ökumenikus imahét záróalkalmán vette át a Debreceni Református Nagytemplomban.[2]
- 2021-ben Dr. Benyik György, római katolikus plébános, teológus kapta a díjat. Benyik György a Gaál Ferenc Egyetem oktatója, a Szegedi Nemzetközi Biblikus Konferencia Igazgatója, az SZNBK Alapítvány elnöke, számos ökumenikus projekt ötletgazdája és kivitelezője. A díj átadása 2022. január 23-án, az ökumenikus imahét záróalkalmán történt a Debreceni Református Nagytemplomban.[3]
- 2022-ben Dr. Fabiny Tamás, a Magyarországi Evangélikus Egyház elnök-püspöke kapta a díjat. Az átadásra Debrecenben, a református Nagytemplomban került sor az ökumenikus imahét záró alkalmának keretében, a Magyar Kultúra napján (2023. január 22).[4]
- 2023-ban Dr. Dolhai Lajos, az Egri Hittudományi Főiskola és Érseki Papnevelő Intézet rektora kapta a díjat. Az ünnepélyes díjátadóra 2024. január 28-án, az ökumenikus imahét záróalkalmán került sor, a Debreceni Református Nagytemplomban.[5]
- 2024-ben Hafenscher Károly evangélikus teológus, az Evangélikus Hittudományi Egyetem professzor emeritusa vehette át a díjat. Az átadásra 2025. január 26-án a debreceni református Nagytemplomban, az ökumenikus imahét debreceni záró alkalmán került sor.[6]

## Konferenciák
Az alapítvány Debreceni Ökumenikus Napok címmel indított konferenciasorozatot.
- 2018. november 20.  I. Debreceni Ökumenikus Napok:  Mérföldkő? – A Közös Nyilatkozat a megigazulásról szóló tanításról (1999) és a református csatlakozás (2017) ökumenikus jelentősége
- 2019. november 14. és 2020 március 31. II. Debreceni Ökumenikus Napok: "Mert egy a kenyér..." - Az eucharisztia ökumenikus perspektívában
- 2022. november 10-11. III. Debreceni Ökumenikus Napok konferencia: Inspiráció a bibliai hagyományban
- 2024. november 14-15. IV. Debreceni Ökumenikus Napok konferencia: Predestináció az ókorban és a keresztyén hagyományban[7]

## Szakirodalom
- Kustár Zoltán: A Debreceni Református Kollégium legújabb alapítványa: Bemutatkozik a Both Antal Teológiai és Kulturális Alapítvány, in: Studia. Debreceni Teológiai Tanulmányok 10/1–2 (2018), pp. 112–113.

## Külső hivatkozások
- Both Antal Teológiai és Kulturális Alapítvány
- Dr. Krántiz Mihály laudációja Archiválva 2021. február 2-i dátummal a Wayback Machine-ben
- https://haon.hu/kozelet/helyi-kozelet/kiemelkedoen-az-okumenikus-kozeledesert-4938739/ Archiválva 2021. február 6-i dátummal a Wayback Machine-ben
- https://europaradio.hu/tallozo/katolikus-teologust-tuntetnek-ki-az-okumenikus-imahet-zaro-alkalman Archiválva 2023. november 25-i dátummal a Wayback Machine-ben